# Kobbermine-floden
Kobbermine-floden (engelsk: Coppermine River) er en 845 km lang flod, som løber gennem provinserne Nordvestterritoriet og Nunavut i det nordlige Canada. Floden begynder lidt øst for Great Slave Lake og går ganske lige nord over til floden udmunder i Coronation Gulf i Nordishavet. Floden går næsten parallelt med og omkring 500 km øst for Mackenzie River, som udmunder lengere mod vest. Bebyggelsen Kugluktuk ligger ved floddeltaet i nord.
Et vulkansk plateau på omkring 170.000 km2 nær floden indeholder antagelig mindst 500.000 km3 lava og antages at stamme fra en "hot spot" for 1.200 millioner år siden, kendt som Mackenzie hotspot. Denne blev i sin tur ansvarlig for dannelsen af Mackenzie dike swarm, en bæltestruktureret geologisk barriere, som har sit midtpunkt ved Kobbermine-floden.

## Udforskning
Under 1700-tallet fik Hudson Bay-kompaniet kontakt med indianerstammer, som udvandt kobber ved en flod nordvest om Hudson Bay. En ekspedition under ledelse af Samuel Hearne blev sendt ud fra Fort Prince of Wales (ved det senere Churchill, Manitoba) i december 1770. Den 13 juli 1771 nåede Hearne den søgte flod, som han kaldte Coppermine River, og som han i selskab med en gruppe indianere fulgte helt til, at han på afstand så den flyde ud i et isdækket hav.